# Klodvig I
Klodvig I, Chlodowech, franska: Clovis, latin: Chlodovechus, född cirka 466 i Tournai, död 27 november 511 i Paris, var en frankisk kung tillhörande merovingerätten.  Han var son till Childerik I som han efterträdde som kung för de saliska frankerna 481. I en serie fälttåg expanderade Klodvig sitt rike till att omfatta de norra och västra delarna av dagens Frankrike och Chlodvig anses av många ha varit Frankrikes grundare. Klodvig blev omvänd till katolicismen vilket fick stor betydelse för etablerandet av den kristna tron i Europa.

## Introduktion
Den mesta av den information som finns tillgänglig om Klodvig kan härledas till Gregorius av Tours, en biskop som stod makten nära. Hans krönikor lämnar mycket information men de är inte alltid helt tillförlitliga.
Frankerna själva kallade sin kung Hlodowig, ett ord som består av förledet hlod, "ryktbar" och efterledet wig, som betyder "kamp" eller "strid". På franska har namnet ombildats till Louis (Ludvig på svenska och tyska) som är det vanligaste namnet på Frankrikes kungar. Namnet förekommer också i latiniserad form som Ludovic. Hlod förekommer också i många andra kungliga, franska namn som Clotaire, Lothaire, Clodomir och Clotilde. 
Klodvig föddes 466 som son till Childerik I och drottning Basina i ett rike kring städerna Tournai och Cambrai intill dagens gräns mellan Belgien och Frankrike, då känt som Toxandria. 481 övertog han, endast 15 år gammal, ett kungadöme som bland annat omfattade Reims, Amiens och Boulogne och sträckte sig från Engelska kanalen i norr till floden Schelde och Cambrésis förutom området kring Soissons som behärskades av Aegidius och därefter dennes son Syagrius. 
Klodvig följde under hela sitt liv den germanska traditionen att expandera sitt rike så mycket som möjligt och avlägsna alla konkurrenter till tronen för att försäkra sig om att endast hans söner skulle ärva riket. Klodvig skydde heller inga medel i denna strävan utan lät mörda andra frankiska kungar och till och med sina egna släktingar för att röja väg åt sina söner.

## Gallien under 400-talet

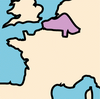
Klodvigs rike 481.

I slutet av 400-talet var den forna romerska provinsen Gallien delat mellan olika barbariska folk som ständigt krigade med varandra. Frankerna hade etablerat sig i nordväst och tjänat Rom längs floden Rhen. Burgunderna hade etablerat sig i Savojen och omkring Lyon och visigoterna intog området mellan Loire och Pyrenéerna och Languedoc vid Medelhavet. Dessutom återstod några regionala makthavare som det fallna romerska imperiet lämnat efter sig 476, bland annat Syagrius rike kring staden Soissons.
Titeln kung (latin: Rex) var inte ny, även andra barbariska ledare som krigat för Rom bar titeln, och Chlodvigs framgångar kan åtminstone delvis förklaras av frankernas relationer till Rom. De frankiska krigarnas disciplin i strid återspeglar kontakterna med Roms militärer. Dessutom gjorde Chlodvigs omvändelse till katolicismen att han accepterades av den gallo-romerska eliten på de områden som frankerna övertog och att han stöddes av den katolska kyrkan, något som inte bara visade sig vara ett ovärderligt stöd i Chlodvigs erövringar, utan också säkerställde den merovingiska ätten den kontinuitet som behövdes för att bli den första kristna, kungliga ätten i Europa. Denna koppling mellan Chlodvig och den klassiska romerska kulturen har också gjort att somliga historiker betraktar Chlodvig som en del av senantiken snarare än av den stundande medeltiden.

## Expansion västerut
484 ingicks en allians mellan frankerna vid Rhen och dem kring Cambrai. 485 gifte sig Klodvig med en av deras prinsessor, som födde honom sonen Childebert I. Giftermålet brukar tolkas som en taktisk allians mellan Chlodvig och hans grannar i söder.
486 besegrade Chlodvig, assisterad av Ragnachar, Syagrius, den siste romerske ståthållaren i Gallien vid Soissons i Picardie. Genom segern kom Chlodvig att behärska större delen av området norr om floden Loire inklusive städerna Senlis, Beauvais, Soissons och Paris vilkas omnejder han lät plundra. Under denna kampanj inträffade den berömda legenden med vasen i Soissons.
Chlodvig säkerställde därpå en allians med ostrogoterna genom giftermålet mellan hans syster Audofleda och deras kung Theoderik den store. 
Under 490-talet gör Chlodvig flera räder mot visigoterna: Saintonge 494, Bordeaux 498. Hans mål vid denna tid är uppenbarligen att utvidga sitt rike ned till Medelhavet och han inleder offensiver mot germaner omkring Rhen. Han slog först styrkor från Thüringen i öst 491 och sedan med hjälp av flera underställda kungar alemanner i slaget vid Tulpiacum (Tolbiac) 496.

## Omvändelse och dop

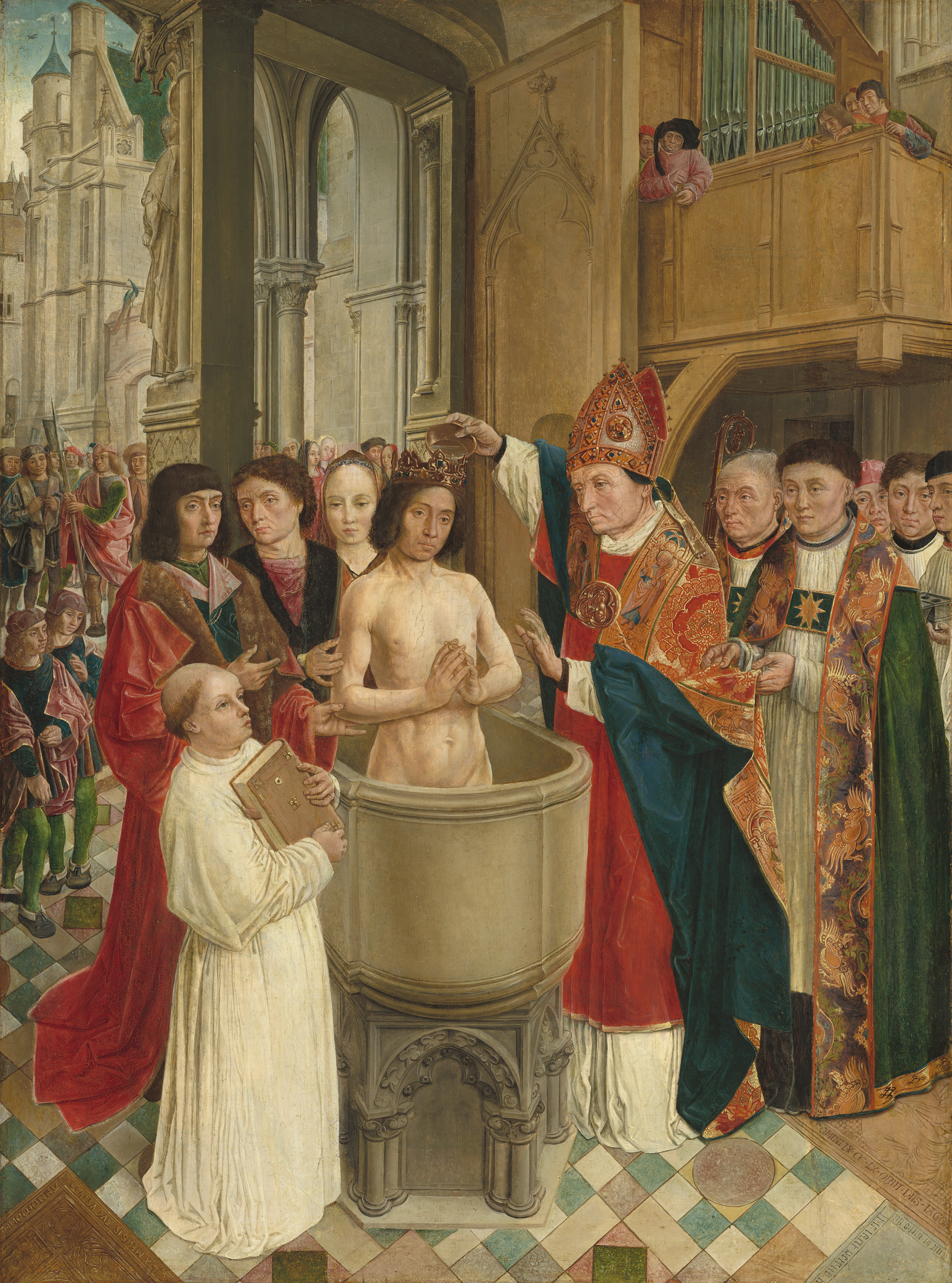
Målning från omkring 1500 av Saint Gilles som föreställer hur Remigius av Reims förrättar Klodvigs dop.

I samband med en icke-aggressionspakt med Burgunderna 493 gifte sig Chlodvig med den burgundiska prinsessan Clotilda. Efter segern mot alemannerna övergick han till hennes katolska tro, vilket var ett viktigt steg. Andra germanska kungar, som visigoterna och vandalerna, bekände sig antingen till någon hednisk tro eller till arianismen. Genom Chlodvigs övergång till katolicismen stärktes bandet mellan de germanska erövrarna och deras romerska undersåtar, av vilka en majoritet var katoliker. Bernard Bachrach har dock påpekat att Chlodvigs konvertering till kristendomen också skapade ett avstånd mellan Chlodvig och hans lydkungar, vilket borde ha försvagat hans militära ställning under åren som följde. Banden med den katolska kyrkan innebar också att den merovingiska ätten fick kyrkans oreserverade stöd under mycket lång tid. Chlodvig lät sig döpas av ärkebiskop Remigus i Reims 25 december 496 tillsammans med 3 000 krigare.
500 tillkallades Chlodvig av Godegisel, kung i Genève, för att strida mot Godegisels bror Gundobad, kung i Wien, tillika Clotildas farbror, som tidigare låtit mörda hennes föräldrar. Tillsammans besegrade de två kungarna Gundobad vid ett slag vid floden Ouche, intill Dijon, vilket tvingade Gundobad på flykt till Avignon. Chlodvig belägrade Avignon och lyckades avtvinga sin motståndare delar av Burgund och ett årligt tribut, men misslyckades att underkuva det Burgundiska kungadömet. Eftersom den visigotiske kungen Alarik II kom till Gundobads undsättning valde Klodvig att överge Godegisel. Trots att Chlodvig lämnade 5 000 man hos Godegisel i Wien lyckades Gundobad inta staden och döda sin bror. Han återtog kontrollen över Burgund och ingick en allians med Chlodvig och de båda kungarna stred 507 tillsammans i kriget mot visigoterna.

## Expansion söderut
Uppenbarligen lyckades Chlodvig vinna stöd från kelterna i Armorica (dagens Bretagne) och ingick en allians med dem 500. På våren 507 korsade de frankiska styrkorna Loire vid Tours och de möte Alariks styrkor på ett fält utanför Poitiers. Slaget vid Vouillé ska ha varit ett av de värsta i historien och slutade inte förrän Alarik II dödats och det enda alternativet för visigoterna var att dra sig tillbaka över Pyrenéerna. Segern innebar att Akvitanien införlivades i Chlodvigs rike 

## Konsolidering

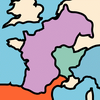
Klodvigs rike 511

Efter segern vid slaget i Vouillé ska, enligt Gregorius av Tours, den bysantinske kejsaren Anastasius I tillerkänt Chlodvig titeln konsul. Eftersom Chlodvig inte finns omnämnd som konsul är det troligt att han erhöll en symbolisk titel. 
Därefter gjorde han Paris till sin huvudstad och grundlade där ett kloster, Saints-Apôtres dedicerat till apostlarna Petrus och Paulus på Seines södra strand. Det enda som återstår av detta kloster (senare uppkallat efter stadens skyddshelgon Genoveva (franska: Geneviève) och förstört 1802) är Tour Clovis, ett romanskt torn som idag återfinns inom det prestigefyllda Lycée Henri IV i närheten av Pantheon.

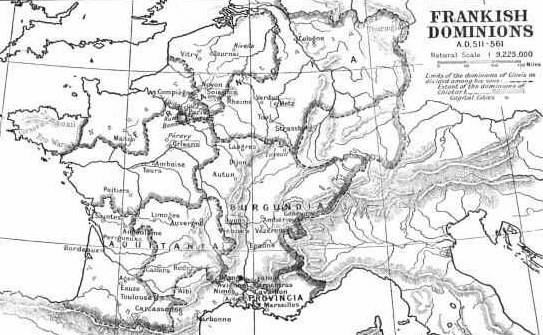
Frankerriket 511-561 (karta från 1916

Gregorius beskriver också hur Chlodvig bedrev systematiska kampanjer efter segern vid Vouillé för att eliminera alla reguli, det vill säga frankiska lydkungar: inklusive Sigibert av Köln och dennes son Cholderik; Chararik, en annan salisk kung; Ragnachar av Cambrai och dennes bröder Ricchar och Rigomer av Le Mans. 
Strax innan han dog, i juli 511, sammankallade Chlodvig 32 biskopar till en synod i Orléans för att genom en reform stärka banden mellan kronan och biskoparna. 
Chlodvig dog 27 november 511 och lät sig begravas i Saints-Apôtres i Paris istället för som hans far i Tournai tillsammans med de äldre merovingiska kungarna.

## Riket delas

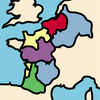
Riket delades mellan hans söner

Efter Klodvigs död delades riket mellan hans fyra söner: Theoderik I, Childebert I, Chlothar I och Chlodomer. Den nya politiska kartan med kungadömena Reims, Orléans, Paris och Soissons som konkurrenter om makten över frankerriket, ledde till en lång period av oenighet som inte slutade förrän 751 då den karolingiska ätten ersatte den merovingiska på den frankiska tronen.
Enligt fransk historieskrivning, baserad på den traditionella kungliga, var det Chlodvig som grundade Frankrike och Klodvig betraktas därför som den förste franske kungen. Emellertid var det uppenbarligen Klodvigs avsikt från början att riket skulle delas mellan hans söner och många tycker därför Hugo Capet bör tillskrivas rollen som Frankrikes grundare.